# Серебряный Сёрфер
Серебряный Сёрфер (англ. Silver Surfer) — супергерой из американских комиксов издательства Marvel Comics, созданный Джеком Кирби и дебютировавший в комиксе Fantastic Four #48 (март 1966).
В прошлом он был молодым астрономом по имени Норрин Радд (англ. Norrin Radd) с планеты Зенн-Ла, который спас свой родной мир от Пожирателя миров Галактуса, став его герольдом. Взамен Норрин получил некоторую часть космической силы Галактуса, многократно увеличившую параметры его тела, а также средство передвижения, напоминающее доску для сёрфинга, на которой он мог передвигаться со скоростью, превышающую скорость света. Став широко известным под псевдонимом Серебряный Сёрфер он бороздил по космосу в поисках планет, послуживших пищей для Галактуса. Странствия Сёрфера привели его на Землю, где он познакомился с Фантастической четвёркой, которая помогла ему вновь встать на путь героя. Предав Галактуса, он спас Землю, но в наказание был сослан своим бывшим господином на третью планету Солнечной системы.
На протяжении многих лет с момента своего первого появления в комиксах Серебряный Сёрфер появился в других медиа продуктах, включая кино, мультсериалы и видеоигры. В фильме «Фантастическая четвёрка: Вторжение Серебряного сёрфера» (2007) его сыграл Даг Джонс, а Лоренс Фишберн озвучил персонажа.

## История публикаций
Серебряный Сёрфер был придуман Джеком Кирби и впервые появился в комиксе Fantastic Four #48 (март 1966), первой части арки из трёх выпусков, которую фанаты назвали The Galactus Trilogy.

### Первые появления
Появление Серебряного Сёрфера изначально не планировалось в Fantastic Four #48 (март 1966). В 1960-х годах сценарист серии Стэна Ли и художник-соавтор Джек Кирби разработали совместную технику, известную как «Метод Marvel», заключающуюся в том, что оба деятеля совместно придумывали сюжет для каждого отдельного выпуска. При этом Кирби работал над кратким синопсисом для иллюстрации отдельных сцен и общих деталей сюжета, а Ли писал диалоги и историю в целом. Когда Кирби набросал черновой вариант сюжета для выпуска #48 в нём фигурировал ранее не задуманный персонаж. В 1995 году Ли вспоминал: «В середине истории, которую мы так тщательно проработали, был какой-то чокнутый на летающей доске для сёрфинга». Затем Ли подумал: «Джек, на этот раз ты зашёл слишком далеко». Кирби объяснил, что у придуманного ими антагониста истории, богоподобного космического Пожирателя планет по имени Галактус должен быть своего рода вестник, который передвигался на доске для сёрфинга потому что художнику надоело рисовать космические корабли. Ли восхитило благородство нового персонажа, который бросил вызов своему хозяину, чтобы помочь защитить Землю, в результате чего сценарист отбросил свой скептицизм и решил раскрыть его более детально. Это привело к тому, что Серебряный Сёрфер стал ключевым элементом сюжетной арки.
После своего первого появления в выпуске #48 Сёрфер вернулся на страницах Fantastic Four #55-61, 72 и 74-77 (октябрь 1966 — август 1968) в качестве одного из центральных персонажей. Персонаж обзавёлся собственной побочной историей в Fantastic Four Annual #5 (ноябрь 1967).

Обложка Silver Surfer vol. 1 #1 (Май 1968). Первый сольный комикс Серебряного Сёрфера. Художник — Джон Бьюсема.

В следующем году Ли запустил сольную серию комиксов про персонажа под названием The Silver Surfer. Джон Бьюсема рисовал первые 17 выпусков серии, а начиная с выпуска #18 его сменил Кирби вплоть до закрытия серии. Первые семь выпусков, которые включали в себя побочные истории Tales of the Watcher, представляли собой 72-страничные «комиксы-гиганты» стоимостью в 25 центов, в отличие от стандартных 36-страничных комиксов того времени стоимостью в 12 центов. Комиксы повествовали об изгнании Сёрфера на Землю, где благородный герой наблюдал за проявлением человеческих пороков. Несмотря на недолгое существование серии, она была названа одной из самых глубоких и интроспективных работ Ли.
После закрытия серии Сёрфер фигурировал в качестве камео или антагониста в комиксах Thor, The Defenders и Fantastic Four. Ли настолько любил персонажа, что даже просил других сценаристов не использовать Сёрфера в их сюжетах, а также работал с Кирби над графическим романом о персонаже 1978 года, единственной оригинальной истории, представленной в Marvel Fireside Books.

### Новые сольные серии
Вслед за ваншотом 1982 года, созданным сценаристом-художником Джоном Бирном (по сценарию Стэна Ли), Сёрфер обзавёлся новой сольной серией в 1987 году.
Действие комикса авторства Стив Энглхарт должно было разворачиваться на Земле, в связи с чем концовка выпуска #1 стала предпосылкой для этого. Тем не менее, Marvel, в конечном итоге, согласилась позволить Энглхарту снять давнее ограничение, касающееся заключения Серебряного Сёрфера на Земле. По этой причине был написан новый выпуск #1 с другой концовкой, в то время как оригинальный первый выпуск был переиздан в Marvel Fanfare #51. Серия стала первым проектом о Сёрфере, над которым не работал Стэн Ли, к недовольству сосоздателя персонажа:
После того, как я покинул Человека-паука, кто-то другой продолжил мою работу, так же было в случае с Фантастической четвёркой, Доктором Стрэнджем, Людьми Икс и со всеми остальными. Мне было приятно быть единственным сценаристом Серебряного Сёрфера, поэтому я был несколько разочарован, когда кто-то пришёл мне на смену. Я хотел оставаться единственным сценаристом. Если бы я знал, что они обязательно напишут комикс, я бы нашёл время, чтобы сделать это лично. У меня действительно не было возможности, но я бы нашёл время вместо кого-то другого… я вовсе не критикую Стива [Энглехарта] или Маршалла [Роджерса, художника серии], просто это единственный комикс, который я бы хотел написать сам.
Энглхарт придумал множество злодеев Серебряного Сёрфера, а также описал космическую политику планеты Зенн-Ла, родного мира Сёрфера, оказавшегося в центре возобновившейся войны Крии и Скруллов. Тем не менее, Энглхарт покинул серию после выпуска #31, поскольку редакция не разрешила ему использовать созданную им героиню Мантис в качестве спутницы Сёрфера, а также задействовать в сюжете Таноса и наработки Джима Старлина. Старлин стал основным сценаристом серии начиная с выпуска #34 и включил в сюжет Таноса, Адама Уорлока и Дракса Разрушителя.
Под кураторством Джима Старлина и Рона Марца серия получила признание и успешно продавалась. Во многом это произошло благодаря участию Серебряного Сёрфера в трилогии Старлина Infinity . Какое-то время над комиксом работали Джордж Перес, Дж. М. ДеМаттейс, Том Гриндберг, Рон Гарни и Джон Дж. Мута, а также Джона Бьюсема. Принимая во внимание коммерческий успех серии Marvel задействовала Серебряного Сёрфера в других средствах массовой информации, включая одноимённую видеоигру 1990 года, набор коллекционных карточек 1992 года и мультсериал 1998 года, а также выпускала множество других серий комиксов, включая Cosmic Powers, Cosmic Powers Unlimited, Captain Marvel vol. 2 и Star Masters. До 1998 года было выпущено 146 выпусков. В следующем году за ним последовала мини-серия из двух выпусков под названием Silver Surfer: Loftier Than Mortals.
Мини-серия из двух выпусков Silver Surfer (впоследствии переименованная в Silver Surfer: Parable), написанная Ли и проиллюстрированная Мёбиусом, публиковалась через издательство Marvel Epic Comics в 1988 и 1989 годах. Из-за несоответствий с другими сериями утверждалось, что в данном комиксе фигурировала альтернативная версия Серебряного Сёрфера с параллельной Земли. В 1989 году эта мини-серия получила премию Айснера как лучшая ограниченная серия.

### 2000-е
С 2003 года начал выходить новый онгоинга под названием Silver Surfer, в которой основное внимание уделялось инопланетному происхождению персонажа, а также аллегории на статус мессии. Всего было выпущено 14 выпусков. Позже Серфёр участвовал в событиях серии Cable & Deadpool и трижды состоял в рядах команды супергероев под названием Защитники. В 2006—2007 годах он обзавёлся собственной мини-серией из 4 выпусков под названием Annihilation: Silver Surfer, а также появлялся в мини-серии Heralds of Galactus. Оба проекта являлись частью кроссовера Annihilation.
В 2007 году вышла новая мини-серия про Серебряного Серфёра под названием Silver Surfer: Requiem за авторством Дж. Майкла Стражински и художника Эсада Рибича. Публикация первого выпуска состоялась 30 мая 2007 года, что совпало с первым появлением персонажа в кино В Silver Surfer: Requiem, публиковавшемся под импринтом Marvel Knights, Сёрфер умирал из-за постепенно разрушающейся серебряной оболочки, окружающей его тело.
После этого была выпущена мини-серия из 4 выпусков под названием Silver Surfer: In Thy Name, написанная Саймоном Сперриерой и проиллюстрированная Тан Энг Хуатом.
Приняв участие в сюжетной линии Planet Hulk 2006 года, Сёрфер объединился с сыном Халка Скааром в серии 2008 года, написанной Грегом Паком.

### 2010-е
В феврале 2011 года вышел шестой том одноимённой мини-серии из 5 выпусков, написанный Паком. Серебряный Сёрфер был одним из главных персонажей комиксов The Thanos Imperative (2010), Annihilators (2011) и Fear Itself: The Deep (2011). Начиная с 2011 года, Серебряный Серфёр начал регулярно появляться в серии The Mighty Thor и в новом томе Defenders, оба из которых были написаны Мэттом Фрэкшеном.
В марте 2014 года начался седьмой том Silver Surfer в рамках All-New Marvel NOW! от сценариста Дэна Слотта, художника Майка Оллреда и колориста Лоры Оллред. В январе 2016 года восьмой том Silver Surfer стартовал со специального выпуска, посвящённого 50-летию персонажа, выпуск которого был намечен на март 2016 года.
В 2019 году Marvel выпустила мини-серию из 5 частей под названием Silver Surfer: Black за авторством Трэдда Мура и Донни Кейтса. Серия представляла собой продолжение сюжетной линии Guardians of the Galaxy, в которой Сёрфера засосало в чёрную дыру и выбросило на неизвестную космическую территорию. По сюжету, Серебряный Сёрфер искал путь домой.

### 2020-е
Серебряный Сёрфер сыграл важную роль в комиксе King in Black. При поддержке Хугина и Мунина Сёрфер помогал Силам Энигмы проникнуть на Землю и выбрал Эдди Брока / Венома в качестве временного носителя силы Капитана Вселенной, чтобы тот помог своим собратьям-героям в сражении против Налла и его армии.

## Биография
Норрин Радд родился на планете Зенн-Ла, расположенной в звёздной системе Денеба галактики Млечный Путь. Норрин родился в семье Джартрана и Ильмары Радд, представителей наиболее древней и технологически продвинутой расы гуманоидов, которая создала международную утопию, лишённую преступлений, болезней, голода, бедности и благосклонно относящихся к любому виду живых существ. Мать Норрина, Илмар, совершенно не подходила к этой окружающей среде, и, в конечном счёте, покончила с собой. Оставшись с нетипично честолюбивым отцом Джартраном, Норрин был воспитан как довольно мрачный, но интеллектуальный подросток, испытывающий жажду к знаниям, продвижениям и достижениям, а не безделью, которое постепенно начало доминировать над обществом Зенн-Ла. Тем не менее, будучи опозоренным, Джартран позже совершил самоубийство, когда его обвинили в краже чужой идеи.
Угрожающий инопланетный космический корабль проник сквозь систему защиты планеты Зенн-Ла. Убедив членов Совета Учёных предоставить ему космический корабль, Радд вскоре столкнулся с захватчиком, Галактусом, который намеревался поглотить энергию Зенн-Ла, уничтожив тем самым планету. Радд предложил Галактусу сделать его своим вестником, который будет находить для него новые миры и измерения, чтобы Галактус мог утолить ими свой голод, в обмен на это Галактус должен был пощадить его родную планету и возлюбленную Шаллу-Бал. Галактус согласился и преобразовал Норрина в существо с серебряной кожей, наделённое космической силой. Названный Серебряным Сёрфером из-за своей кожи и доски, на которой Радд передвигался, он отбыл из системы Зенн-Ла.
Сёрфер исправно служил Галактусу в течение многих лет, наслаждаясь исследованием чудес вселенной, однако со временем стало всё тяжелее находить для Галактуса миры, наделённые энергией и лишённые разумной жизни. Определив местонахождение Земли, несмотря на попытки Наблюдателя Уату предотвратить это, Серебряный Сёрфер появился в Нью-Йорке и столкнулся с Фантастической четвёркой. Во время этих событий Сёрфер встретил слепую девушку по имени Алисия Мастерс, которая разглядела его истинное благородство и убедила пощадить человечество. Красота Земли побудила Серфера восстать против Галактуса, в то время как Уату и Фантастическая чётвёрка воспользовались Абсолютным Нулификатором, космическим оружием Судного Дня, которое вынудило Галактуса отступить. Тем не менее, Галактус наказал Сёрфера за предательство, заключив его в ловушку в Солнечной Системе, установив вокруг планеты энергетический барьер, который уникальным образом не позволял Сёрферу покинуть её.
Сёрфер стал странником, пытаясь приспособиться к своему новому дому и познать человечество. Его доверием заручился Доктор Дум, тираничный правитель Латверии, который впоследствии заключил Радда в тюрьму и похитил его космическую силу. Вскоре Дум потерял обретённое могущество, когда столкнулся с барьером Галактуса, после чего силы Сёрфера вновь вернулись к своему законному владельцу. Становясь всё более и более пессимистично настроенным по отношению к человечеству, Сёрфер пробовал оказать поддержку изгою по имени Халк, однако тот отверг его помощь. В дальнейшем Сёрфер сжалился над лишённым разума Безумным мыслителем и помещённым в компьютер Квазимодо, которому Сёрфер и даровал гуманоидную форму, но был вынужден остановить своё создание, когда выяснилось, что тот оказался безумным преступником. В конце концов, убеждённый, что человечество является дикой расой, которая могла бы выжить и развиваться дальше, только если будет объединена перед лицом общей угрозы, Сёрфер решил стать этой угрозой. Он терроризировал мир своей космической силой, пока американские войска не остановили его своей экспериментальной ракетой, забирающей силу, под названием «Звуковая Акула», которая была основана на технологии, разработанной Ридом Ричардсом из Фантастической четвёрки. Униженный в результате этого инцидента, Сёрфер, с помощью Фантастической четвёрки, осознал свою ошибку и решил вернуться к дальнейшим странствиям. Его силы были уменьшены, но позже вернулись к своему исходному уровню.
Также он сталкивался с противниками, такими как: инопланетянин Бадун, демон Мефисто, бог обмана Локи, пришедший из альтернативного будущего Повелитель, безумный учёный Людвиг Фон Франкенштейн, призрачный Летучий Голландец, учёный-жулик с планеты Зенн-Ла по имени Ярро Горт, оккультист Варлок Прайм, чудовищный Гадость и робот Человек Судного Дня. Одним из немногих истинных друзей Сёрфера во время этих приключений стал физик Ал Б. Харпер, который пожертвовал жизнью, чтобы помочь Сёрферу спасти мир от загадочного Незнакомца; в память о друге и его героизме Сёрфер зажёг вечный огонь на могиле Харпера. В течение этого времени, Сёрфер несколько раз встречался с Шалла-Бал, которая неоднократно играла роль девы в беде, но каждый раз Сёрфер возвращал её домой. Всё более и более отчаявшийся и чувствующий отвращение к человеческой расе из-за её жестокости, которую испытывают люди друг к другу, Серебряный Сёрфер, под влиянием Психо-человека стал более враждебным. В конечном итоге он столкнулся с Человеком-пауком, Человек-факелом, Щ.И.Т.ом, а также Нелюдями во время ряда недоразумений и несчастных случаев. Тем не менее, во время очередной попытки Доктора Дума завладеть космической силой Серебряного Сёрфера, тот вновь стал самим собой и помог победить злодея.
Сёрфер вступил во временный союз с Подводником Нэмором и Халком, чтобы противостоять новой технологии, которая угрожала разрушить мир. Они назвали себя «Триадой Титанов» и завершили начатую миссию, несмотря на вмешательство введённых в заблуждение Мстителей, и даже свергли одного незначительного, но враждебного настроенного диктатора. Нэмор, Халк и Доктор Стрэндж вскоре образовали более устойчивый союз героев, известный как «Защитники», и неоднократно спасли мир от Йандрота. Во время их первой миссии они хотели заручиться поддержкой Серебряного Сёрфера, но на тот момент он оправлялся от столкновения с барьером Галактуса. Оказав помощь Тору против одного из фаворитов Локи, известного как Дарок Стиратель, Сёрфер помог Фантастической четвёрке против нового вестника Галактуса — андроида Идущего по воздуху, а Фантастическая четвёрка, в свою очередь, выручила Сёрфера, заманив Галактуса в ловушку в Негативной Зоне. Сёрфер вскоре попал под ментальное влияние Кализума и его Воина Чародея, агентов демонов Бессмертных. Освобождённый из под их влияния Защитниками, Сёрфер помог победить волшебников и стал одним из первых новичков в команде Защитников, с которыми он бок о бок сражался с такими злодеями, как Безымянный, Аттума и Красный призрак. Однажды, поиски Чёрного рыцаря привели Защитников к конфликту со Мстителями, которых науськивали Локи и Дормамму. С поражением суперзлодеев две суперкоманды разошлись как друзья, а чересчур беспокойный Сёрфер вскоре покинул ряды Защитников.
Обманом Доктор Дум заставил Сёрфера помочь ему в создании смертоносных андроидов Судей, но Сёрфер помог Фантастической четвёрке нейтрализовать эту угрозу, и, позже, столкнулся с вампиром лордом Дракулой. Позже, Сёрфер присутствовал в рядах Мстителей-Защитников, которые объединились, чтобы отразить нападения героини Сокровище (Джессика Джонс), сознание которой находилось под чужим контролем. После другого столкновения с Халком, Сёрфер помог Защитникам против демона Шестирукого и его повелителей из ада, включая Мефисто. После помощи Мстителям против Молекулярного человека, а затем отклонения предложенного ему места в команде, посетив похороны товарища по команде Защитников Ночного Ястреба и Валькирии, а также участия в новом столкновении Защитников-Мстителей, организованном пришельцами Небулоном и Суперналией, Серебряный Сёрфер наконец смог прорваться сквозь барьер Галактуса с помощью Рида Ричардса и покинул Землю. Но он обнаружил, что его родная планета Зенн-Ла была опустошена мстительным Галактусом, который был едва способен поддерживать свою жизнь. Шалла-Бал выжила, но была похищена Мефисто, который находился на Земле. Сёрфер возвратился на Землю и вновь одолел Мефисто, который отправил его обратно на Зенн-Ла, но Сёрфер успел наделить её космической силой, используя которую, она вернула к жизни их родной мир.
Сёрфер вновь объединился с Защитниками, когда помог им освободить Верховный Эскадрон из альтернативной Земли от демона Налла. Затем, в команду вернулся Халк с интеллектом Брюса Баннера. Но команда распалась, когда космическое существо по имени Трибунал убедил их, что их длительное сотрудничество было обречено вызвать гибель Земли. Тем временем, Сёрфер помог Фантастической четвёрке победить наделённого космической силой Терракса, бывшего вестника Галактуса, а также определить местонахождение пропавшего Рида Ричардса. Кроме того, он помог героям Земли нейтрализовать угрозу практически всемогущего Потустороннего. В это время появился Молекулярный человек, который помог устранить большую часть повреждений, нанесённых Земле Потусторонним.
Сёрфер заключил мир с Галактусом, спася его текущего вестника Нову от Скруллов, после которого Галактус наконец избавил Сёрфера от его наказания. Радд вновь посетил свой родной мир, но Шалла-Бал стала императрицей возрождённой Зенн-Ла и не могла продолжать их отношения. Серебряный Сёрфер оказался вовлечён в новую войну между империями Крии и Скруллов, и вмешался в заговор Старейшин Вселенной, которые планировали уничтожить Галактуса, а вместе с ним и всю Вселенную, чтобы стать самыми могущественными существами в новой Вселенной. Сёрфер помешал Старейшинам с помощью его новой возлюбленной — Мантис, земной героини, которая была известна также как Небесная Мадонна. Но она, по-видимому, погибла во время этих действий. Хотя, некоторое время спустя она вернулась, она больше не намерена была продолжать роман с Серебряным Сёрфером. Искры романтики начали разгораться между Новой и Сёрфером, влияние которого постепенно принудило Нову усомниться в этичности своих действий в качестве вестника Галактуса. Галактус заменил её более безжалостным Моргом, который убил Нову во время конфликта с участием Сёрфера и большинством других экс-вестников.
Серебряный Сёрфер боролся с множеством космических угроз, таких как например Рептил, Живая Планета по имени Эго, Супер-Скрулл, Полуночное Солнце, Туманность, тёмная копия Галактуса Тирант, и, возможно самым выдающимся противником в его жизни стал поклоняющийся смерти Танос, который уничтожил почти половину всех жизней во Вселенной ради своей возлюбленной Смерти, используя всемогущую Перчатку Вечности. Чтобы победить титана, Серебряный Сёрфер обратился за помощью к вновь рождённому Адаму Уорлоку, а также многим другим героям, чтобы захватить Перчатку и избавиться от неё сразу же, как только все эффекты её действия будут ликвидированы. К Сёрферу присоединялись космические искатели приключений типа Джека-Сердце, Ганимед и Дженис-Велл, Колдуны из Стражей Бесконечности, которые помогли вернуть к жизни Шалла-Бал, которая пожертвовала собой, чтобы спасти Зенн-Ла от невероятно могущественного Великого. Сёрфер также был партнёром Квазара, Бета Рэй Билла, Морфекса и Ксенита, вместе с которыми он образовал команду Повелители Звёзд, которая просуществовала недолго. Кроме того, Сёрфер участвовал в случайных воссоединениях Защитников, которые распались из-за обмана Трибунала. Однако, Зенн-Ла и её жители позже, очевидно, исчезли, и Сёрфер поверил, что его родной мир был давно разрушен таинственным Другим, а та Зенн-Ла и её жители, с которыми он сталкивался начиная с того момента как стал Сёрфером, были простыми иллюзиями. До сих пор не существует объяснений загадочному исчезновению Зенн-Ла.
Вновь потеряв над собой контроль, Сёрфер вернулся на Землю, где в конечном счёте восстановил свою индивидуальность во время путешествия во времени и не очень продолжительного романа с Алисией Мастерс. Во время этих событий Галактус был временно уничтожен. Когда смертельное проклятие Геи спровоцировало Йандрота вынудить Серебряного Сёрфера, Халка, Нэмора и Стрэнджа объединится против угрозы для Земли. Влияние его заклятия вместе с эмоциональным напряжением сказалось на Защитниках — четверо героев попытались управлять Землёй как Орден, так как все они думали, что это было единственным способом спасти планету. Адская Кошка, Тёмный Ястреб, Валькирия и Клеа обратились к другому герою — Ардине, наделённой космической силой женщине, которую они создали из части космической энергии Сёрфера, чтобы выступить против Ордена и вернуть их в нормальное состояние. Они успели как раз вовремя, чтобы предотвратить возрождение всемогущего Йандрота.
Позже, испугавшись пророчества, которое предвещало наступление Апокалипсиса, Сёрфер стал работать вместе с инопланетной расой Аннанаки, чтобы собрать и защитить некоторых наиболее одарённых детей Земли. Одна из этих детей, Элли Уолтерс, спасла Землю от богоподобного существа по имени Мардук, тем самым предотвратив Апокалипсис и повторно перезагрузив реальность таким образом, чтобы кризиса, связанного с Мардуком, вовсе не существовало. Вполне возможно, что Элли сохранила воспоминания об этих событиях, в отличие от всего остального мира. Сёрфер вернулся к своим странствиям, но при этом всегда готов был прийти на помощь жителям Земли, которую он принял как свой родной мир.
Во время его путешествия Сёрфер был захвачен Планетой Империи Сакаара, где ему был внедрён контролирующий слизень, который заставлял его выполнять все прихоти своих захватчиков. Сражаясь в качестве гладиатора, Сёрфер в конце концов оказался лицом к лицу с Халком. Халк опознал Сёрфера как друга, но был разгневан, когда Сёрфер напал. Уничтожив своего контролирующего слизня, Халк почти убил Сёрфера, прежде чем был призван остановиться. Халк и несколько других рабов и гладиаторов были освобождены, когда Сёрфер использовал Космическую Силу, чтобы удалить контролирующих их слизней и открыть всем им путь с арены. Примирившись с зелёным гигантом, Сёрфер улетает в космос.
Во время Войны Аннигиляции Серебряный Серфер снова становится глашатаем Галактуса, чтобы помочь спасти вселенную от деспота Аннигилуса. Аннигилус захватывает их и передает Таносу для экспериментов. Дракс Разрушитель освобождает Серфера, который, в свою очередь, освобождает Галактуса. Разъяренный Галактус уничтожает более половины Волны Аннигиляции, и Аннигилус побежден. Позже к Серферу в качестве вестника присоединилась Звездная пыль, бывший глашатай, которого заменил Серфер.
Серебряный Серфер ведет Пожирателя мира на заселенную планету Орбусен, что приводит его к конфликту с Ричардом Райдером. Он откладывает разрушение планеты, чтобы дать жителям больше времени для эвакуации.
Серебряный Серфер возвращается в Сакаар с целью накормить Галактуса уникальной «Старой Силой», которая, как он утверждает, утолит голод его хозяина на тысячи лет, пощадив многие другие обитаемые миры. Ему противостоит сын Халка, Скаар, и он порабощен диском послушания. Конфликт заканчивается, когда мать Скаара Кайера жертвует своей душой и Старой Силой в качестве пропитания для Галактуса. К сожалению, теперь Галактус, кажется, привязан к Старой Силе и начал поиск других планет, содержащих ее, чтобы насытить себя.
После встречи с Высшим Эволюционером, Серебряный Серфер и Галактус сражался Тор и Асгардианцы. Битва закончилась, когда Серебряный Серфер решил оставить свой пост вестника и охранять артефакт Асгарда. Галактус «привязывает» его к местоположению Асгарда в Оклахоме, в результате чего его силы ослабевают по мере того, как он путешествует из Асгарда, и дает ему возможность вернуться в человеческую форму.
Во время Войны со Змеем Серебряный Серфер помогает Доктору Стрэнджу, Нэмуру, Лоа и Лире в освобождении Новой Атлантиды от Аттумы, который был преобразован в Неркодда: Разрушителя океанов.
Серебряный Серфер и Рассвет встречаются с Глорианом, Творцом чудес, который планирует перестроить нашу вселенную, чтобы герои могли вернуться в нее после того, как закончат игру в Мире Битв. Глориан также заручился помощью Создателя Миров. Затем Глориан приветствовал Серебряного Серфера и Рассвет соблазнительным предложением: объединиться с Создателем Миров, чтобы восстановить потерянную вселенную. Дон согласилась использовать свои воспоминания, чтобы восстановить Землю, в то время как Серебряный Серфер ушел, чтобы восстановить остальную вселенную, но Серебряный Серфер разрушил Галактуса, в то время как Дон неосознанно создала другую версию Норрина. Создатель миров недоволен изменениями. Рассвет и Серфер отправляются в новые приключения, кульминацией которых является их попадание во вселенную, предшествующую основной непрерывности.
Когда Серебряный Серфер был перемещен во времени, у него была встреча с Кнуллом. Серебряный Серфер был заражен одним из симбиотов Кнулла, но его спасла Эго, живая планета. Собрав энергию из космоса, Серебряный Серфер сумел победить Кнулла.
Во время сюжетной линии «Король в черном» Серебряный Серфер проходит мимо планет, опустошенных Кнуллом. По совету Тора Хугин и Мунин вызывают на Землю Серебряного Серфера. Серебряный Серфер прибывает туда, где находится Сила Загадки, и освобождает ее от симбиотов. Кнулл мучается от боли, и Эдди Брок выбирается новым Капитаном Вселенной. Когда Серебряный Серфер противостоит ему, Кнулл вспоминает свой предыдущий бой против него. Через Бога Света Серебряный Серфер принимает хромированную форму и превращает свою доску для серфинга в меч, в то время как Кнулл превращает свою броню в броню, которая позволит ему сразиться с Серебряным Серфером. Когда Кнулл начинает сражаться с Серебряным Серфером, члены Мстителей, Фантастической четверки и Людей Икс атакуют Кнулла, чтобы помочь Серебряному Серферу. В этот момент Веном превращается в Капитана Вселенную, заявляя, что он справится с Кнуллом от нее. Когда их оружие было отделено от боевого топора после смерти Кнулла, Тор и Серебряный Серфер отметили, что все не скоро вернется в норму.

## Силы и способности

Панель из комикса Silver Surfer vol. 1 #1 (Май 1968): Галактус наделяет Норрина Радда Космической Силой. Художник — Джон Бьюсема.

Серебряный Сёрфер обладает Силой Космоса, которая наделяет его сверхчеловеческой силой, выносливостью и чутьём, а также способностью поглощать и манипулировать энергией окружающей Вселенной. Сёрфер может перемещаться через межзвёздное пространство и гиперпространство, в которое он может попасть после превышения скорости света. Неоднократно он оказался способным путешествовать во времени и перемещать в нём других людей.
Сёрфер подпитывает себя, превращая материю в энергию; он не нуждается в еде, воде, воздухе или сне, но время от времени входит в состояние медитации, подобное сну, чтобы размышлять. Он может выжить практически в любой известной природной среде, включая глубокий космос, гиперпространство, чёрные дыры и звёзды. Сёрфер может проецировать энергию в различных формах для наступательного и оборонительного использования, включая силовые поля и вспышки космической силы, достаточно мощные, чтобы уничтожить целые планеты и создать чёрные дыры. Он может использовать Силу Космоса, чтобы увеличить свою сверхчеловеческую силу до неопределенного уровня. Сёрфер может излечить живые организмы, но не может воскрешать мёртвых, и он доказал свою способность оживлять и развивать органическую жизнь в планетарных масштабах. Он может призывать иллюзии; создавать межпространственные порталы в другие места, в том числе микровселенные; манипулировать и проходить через твердую материю и осуществлять некоторый уровень контроля над астральным миром.
Его чутьё позволяет ему обнаруживать объекты и концентрации энергии на расстоянии нескольких световых лет и воспринимать материю и энергию в субатомных деталях, включая жизненные энергии живых существ. Сёрфер может даже видеть сквозь время и добиться ограниченного восприятия прошлых и будущих событий в непосредственной близости, сконцентрировавшись. Он продемонстрировал телепатические способности, включая чтение мыслей, и может влиять на эмоции и ощущения человека.
Доска Сёрфера состоит из практически непроницаемого материала серебристого цвета, подобного его коже, и также наделена Силой Космоса. Доска связана с Сёрфером и контролируется силой мысли, даже когда он не находится с ней в физическом контакте. Доска почти не поддаётся разрушению, но в редких случаях она была повреждена или разрушена. Сёрфер может починить или воссоздать её с минимальными усилиями. Сёрфер может атаковать противников, направляя на них доску, и она способна временно поглощать и заключать в тюрьму других существ. Когда Галактус выслал Сёрфера на Землю, его средства лишения свободы были связаны с доской. Когда Сёрфер и Фантастическая четвёрка поняли это, Сёрфер провёл эксперимент, оставив доску на планете и попав в космос на космическом корабле Четвёрки. Как только он стал свободен от Земли, Сёрфер дистанционно преобразовал доску в энергию, призвал её к себе и перестроил в космосе.
Сёрфер продемонстрировал способность сбрасывать свою серебряную кожу и возвращаться к своему первоначальному виду как Норрин Радд, маскируя Силу Космоса и позволяя ему быть более незаметным, когда это необходимо. В этом состоянии он может есть, пить и спать.

## Другие версии

### Ultimate Marvel
Сёрфер сообщает жителям планет, о предстоящем прибытии Галактуса. В конечном мини-сериале из трилогии галактуса, Абсолютное Вымирание, серебристый гуманоид стал появляться для уменьшения сопротивления населения.
В Ultimate Fantastic Four # 42, Серебряный Серфер вернулся. Он телепортируется на Землю после ошибки Рида Ричардса. Его появление вызывает на планете хаос и стихийные бедствия. Рид узнал, что Галактус вероятно создаёт себе посланников. Сёрфер называет своё имя — Норинн Радд. Так же он заявляет, что призовет своего «господина», который уничтожит население Земли.
Сёрфер рассказал, что правителем Зенн-Ла был Ревка Тимерлун Идитез Скроз III — «король без врагов», который использует контроль над разумом, чтобы население Земли поклонялись ему (до его вступления в силу Человек-факел называет его «Психо-Человек»). Установлено, что Серфер был изгнан из Зенн-Ла при попытке свергнуть короля. Психо-Человек был тираном Зенн-Ла. Впоследствии Психо-Человек решил извлечь выгоду из правления над Землей, Серебряный Серфер, временно заключен в статую «Мемориал», но спасает Фантастическую Четвёрку. Они рассказывают ему свою историю и просят спасти Землю. Сёрфер помогает Фантастической четверке одержать победу над Психо-Человеком. Сёрфер и его единомышленники убили Психо-Человека, после чего Серебряный Серфер вернулся на Зенн-Ла.
В Ultimate X-Men, Джина Грей, как Феникс путешествует через пространство и находит на Зенн-Ла «Серебряного Серфера». Он сообщает, что он одобряет её полет через Вселенную, и спрашивает, что она ищет.

### Marvel Зомби
В ограниченной серии Marvel Zombies, происходящей на Земле-2149, где из-за вируса большинство суперперсонажей стали ходячими мертвецами, Серебряный Серфер стал жертвой зомби. Он был убит Халком, и его тело пожирает группа зомби (Халк, Капитан Америка, Хэнк Пим, Железный человек, Люк Кейдж, Росомаха и Человек-паук). После пожирания его плоти эти герои получают часть его космической силы, с помощью которых уничтожают других зомби, опасаясь конкуренции из-за пищи. Впоследствии Пим создает машину, которая концентрирует их космические силы для создания массивного взрыва, который ранит Галактуса, и зомби пожирают и его. С новыми способностями они захватывают корабль Галактуса и начинают странствовать по космосу уничтожая целые миры. Со временем эта группа зомби получает название Галактус.

## Вне комиксов

### Телевидение

Серебряный Сёрфер в одноимённом мультсериале (1998).

- Первое появление Серебряного Сёрфера на телевидении состоялось в эпизоде «Галактус» мультсериала «Фантастическая четвёрка» (1967), где его озвучил Вик Перрин[39].
- Серебряный Сёрфер появлялся в нескольких сериях мультсериала «Фантастическая Четвёрка» (1994). Мультсериал во многом опирался на оригинальные комиксы про Фантастическую четвёрку, благодаря чему в нём было показано вторжение Галактуса, а также похищение сил Сёрфера Доктором Думом. В первом сезоне его озвучил Роберт Сачз[39], во втором — Эдвард Альберт[39].
- В 1998 году Серебряный Сёрфер обзавёлся собственным одноимённым мультсериалом, где его озвучил Пол Эссимбр[39]. Совмещая в себе сел-шейдинг и компьютерную анимацию он создавался в художественном стиле Джека Кирби. Сёрфер столкнулся со многими космическими персонажами Marvel Comics, среди которых были Танос, Наблюдатель Уату, Эго — живая планета, Ментор, Дракс Разрушитель, Тролль Пип, Небула, Крии и Скруллы. Мультсериал был закрыт после первого сезона, оборвавшись на клиффхэнгере из-за судебного спора между Marvel и Saban Entertainment. Тем не менее, сценарист Ларри Броуди успел написать несколько серий второго сезона[40].
- Серебряный Сёрфер был постоянным персонажем в комедийном мультсериале «Супергеройский отряд» (2009), где его озвучил Майки Келли[39].
- Сёрфер появился в серии «Страх воплоти» мультсериала «Халк и агенты У.Д.А.Р.» (2013), где был озвучен Брентом Спайнером[39].

### Кино
- В 1991 году Эрик Флеминг и Стивен Робин, два студента из школы Школы киноискусств Университета Южной Калифорнии, обратились к Marvel Studios и продюсеру Constantin Film Бернду Айхингеру с просьбой получить разрешения на создание короткометражного фильма с участием Серебряного Сёрфера в качестве доказательства концепции использования CGI в создании реалистичной серебряной фигуры человека[41]. Эта короткометражка была снята к 1992 году, вскоре после выхода «Терминатор 2: Судный день» (1991), в котором фигурировал аналогично показанный персонаж, вызвал значительный интерес со стороны крупных студий в проекте Серебряный Сёрфер с характеристиками длины[41]. Эндрю Кевин Уокер написал сценарий к фильму для студии 20th Century Fox в 2000 году, но ничего из этого не вышло[42].

Даг Джонс в роли Серебряного Сёрфера в фильме «Фантастическая четвёрка: Вторжение Серебряного сёрфера» (2007).

- Серебряный Серфёр дебютировал в кино в фильме «Фантастическая четвёрка: Вторжение Серебряного сёрфера» (2007) от студии 20th Century Fox, сиквеле картины «Фантастическая четвёрка» (2005). Сёрфер был создан путём объединения тела актёра Дага Джонса[6], серо-серебряного костюма, придуманного Хосе Фернандесом и созданного магазином FX Spectral Motion, а затем был улучшен новой компьютерной системой, разработанной WETA[43]. До того, как Лоренс Фишберн был нанят студией, чтобы озвучить Сёрфера, создатели сомневались, что персонаж будет разговаривать[7]. В год выхода фильма компания 20th Century Fox начала разработку спин-оффа про Серебряного Сёрфера[44] и наняла Дж. Майкла Стражински в качестве сценариста. Стражински заявил, что фильм должен был послужить продолжением картины 2007 года, в то же время подробно раскрывая историю происхождения Серебряного Сёрфера[45] и демонстрируя более каноничную версию Галактуса[46]. В середине 2009 года Стражински выразил сомнение относительно выхода спин-оффа из-за негативной критики и плохих кассовых сборов «Вторжения Серебряного сёрфера»[47]. По версии фильма Норрин Радд как и в комиксах согласился стать вестником Галактуса в обмен на безопасность своего родного мира и женщины, которую он любил. Он слабеет в моменты разделения со своей доской, которая, ко всему прочему, служит маячком для Галактуса.
- В феврале 2018 года было выявлено, что компания 20th Century Fox разрабатывает фильм «Серебряный Сёрфер», сценаристом которого станет Брайан Вон[48]. В 2019 году The Walt Disney Company согласовала сделку по покупке 21st Century Fox, включая права на «Серебряного Сёрфера» от 20th Century Fox, которые перешли в собственность Marvel Studios[49]. В сентябре 2019 года The GWW сообщил, что Marvel Studios разрабатывает одноимённый сольный фильм про персонажа[50].
- Серебряный Сёрфер появился в фильме «Фантастическая четвёрка» 2025 года, однако им является не Норрин Рад, а его возлюбленная Шалла-Бал, роль которой исполнила Джулия Гарнер[51].

### Видеоигры
- В 1990 году Software Creations разработала игру Silver Surfer для платформы NES. Игра получила широкую известность за чрезмерную сложность[52].
- В игре Marvel Super Heroes: War of the Gems (1996) для SNES в качестве обычных противников появляются злые клоны Серебряного Сёрфера.
- В игре Marvel: Ultimate Alliance (2006) Серебряный Сёрфер, озвученный Крисом Коксом[39], является бонусным персонажем. Его можно разблокировать если заполнить все диски моделирования. Также он ненадолго появляется в качестве неиграбельного союзника во время посещения игроком неназванного родного мира Скруллов и помогает победить Галактуса.
- В 2007 году компания Visual Concepts разработала для 2K игру Fantastic Four: Rise of the Silver Surfer (2007), по мотивам одноимённого фильма, которая вышла одновременно с ним в июне[53]. Серебряного Сёрфера озвучил Брайан Блум[39].
- Серебряный Сёрфер появляется в трёх играх по мотивам мультсериала «Супергеройский отряд»:
  - Он является игровым персонажем в Marvel Super Hero Squad: The Video Game (2009), где его озвучил Майки Келли[39].
  - Келли вновь озвучил Сёрфера в Marvel Super Hero Squad: The Infinity Gauntlet (2010), где он выступает финальным боссом[39].
  - Серебряный Сёрфер, вновь озвученный Келли, появляется в игре Marvel Super Hero Squad Online (2011), где также присутствует его альтер эго Тёмный Сёрфер.
- Серебряный Сёрфер эпизодически появляется в концовке Зеро в игре Marvel vs. Capcom 3: Fate of Two Worlds (2011)[54].
- Изображение Серебряного Сёрфера появляется на доске в виртуальном пинболе Fantastic Four (2011), выпущенном Zen Studios[55].
- Серебряный Сёрфер появляется в игре Lego Marvel Super Heroes (2013), где его озвучил Джеймс Арнольд Тэйлор[39]. В поисках планеты, которая станет пищей для Галактуса, Серебряный Сёрфер прибывает на Землю, где его преследуют Железный Человек и Щ.И.Т. до тех пор, пока Доктор Дум не сбивает его с доски, после чего та разбивается на несколько «космических кирпичей». Серебряного Сёрфера спасают Фантастическая четвёрка и Ник Фьюри, и тот проходит лечение на Геликарриере, в то время как сотрудники Щ.И.Т.а и герои начинают искать «космические кирпичи», чтобы собрать доску. Позже ему удаётся подслушать план Локи по использованию кирпичей в личных целях. После воссоздания доски и победы над Галактусом и Локи, которые удалились в неизвестном направлении, Серебряный Серфёр благодарит героев за победу над Галактусом и отправляется на своей доске в глубокий космос, обещая увести Галактуса подальше от Земли.
- Серебряный Сёрфер был игровым персонажем в бесплатной игре Marvel Heroes (2013) от Gazillion. Тем не менее, по юридическим причинам он и другие связанные с Фантастической четвёркой персонажи были удалены из игры 1 июля 2017 года[56].
- Серебряный Сёрфер является игровым персонажем в мобильной игре Marvel: Contest of Champions (2014).
- Серебряный Сёрфер является игровым персонажем в мобильной игре Marvel: Future Fight (2015)[57].
- Серебряный Сёрфер и его доска появились как приобретаемые космические предметы в Fortnite: Battle Royale (2017)[58].

### Книги
Помимо появления в комиксах, Серебряный Сёрфер фигурировал в нескольких книгах:
- Серебряный Сёрфер был частью коротких художественных рассказов под названием The Ultimate Silver Surfer, выходивших под редакцией Стэна Ли и опубликованных Berkley (октябрь 1997, мягкая обложка, 306 страниц, ISBN 978-1-57297-299-5). Эта книга (и другие про Человека-паука и Людей Икс) публиковалась до создания Ultimate Marvel.
- Серебряный Сёрфер появился в книге Майкла Яна Фридмана Fantastic Four: Redemption of the Silver Surfer, также выпущенной Berkley (апрель 1998, мягкая обложка, 260 страниц, ISBN 978-0-425-16489-1).
- Первое появление Серебряного Сёрфера в кино было адаптировано в новеллизации писателя Дэниела Джозефа Fantastic 4: Rise of the Silver Surfer, опубликованном Pocket Star (апрель 2007, мягкая обложка, 272 страницы, ISBN 978-1-4165-4809-6).

### В популярной культуре
- В фильме 1983 года «На последнем дыхании», Джесси Луджак (Ричард Гир) — в Лас-Вегасе, был одержим Серебряным Серфером и рок музыкой Джерри Льюиса Ли вместе с Моникой Пойкарк (Валери Каприски), студенткой архитектуры UCLA, которую он знает только с выходного дня в Вегасе. «Серебряный серфер» был основным источником вдохновения для сильного чувства любви, лояльности, самосознания, самоотверженности и самоотверженности Луджака, вплоть до самоуничтожения[59].
- В ноябре 2007 года Почтовая служба США выпустила серию марок, посвящённых Marvel Comics, стоимость которых составляла 41 цент. На одной из марок был изображён Серебряный Сёрфер на доске, а на другой — обложка первого выпуска серии 1968 года[60].

## Критика
Серебряный Сёррфер занял 47-е место среди величайших персонажей комиксов всех времён по версии журнала Wizard. В мае 2011 года Серебряный Сёрфер занял 41-е место в списке «100 лучших героев комиксов» по версии IGN, который отметил: «У Серебряного Сёрфера самое крутое транспортное средство наряду с Призрачным гонщиком, однако его силы сопряжены с тяжёлым бременем».

## Коллекционные издания
- Silver Surfer Omnibus (включает Silver Surfer vol. 1 #1-18, Fantastic Four Annual #5 и Not Brand Echh #13, 576 страниц, твёрдая обложка, Marvel Comics, июнь 2007, ISBN 0-7851-2753-4)
- Marvel Masterworks: The Silver Surfer (Marvel Comics):
  - Volume 1 (включает Silver Surfer vol. 1 #1-6 и Fantastic Four Annual #5, 260 страниц, июнь 1991, ISBN 978-0-7851-1187-0)
  - Volume 2 (включает Silver Surfer #7-18, 272 страницы, декабрь 1991, ISBN 978-0-7851-1177-1)
- Essential Silver Surfer (Marvel Comics):
  - Volume 1 (включает Silver Surfer vol. 1 #1-18 и Fantastic Four Annual #5, 528 страниц, март 1998, ISBN 0-7851-2008-4)
  - Volume 2 (включает Silver Surfer vol. 2 #1, Silver Surfer vol. 3 #1-18, Annual #1 и Marvel Fanfare #51, 600 страниц, июнь 2007, ISBN 978-0-7851-2700-0)
- Epic Collection: Silver Surfer
  - Volume 1: When Calls Galactus (включает Fantastic Four #48-50, #55, #57-60, #72, #74-77 и материал из Tales to Astonish #92-93 и Fantastic Four #56, #61 и Annual #5, ноябрь 2014, Marvel Comics, ISBN 978-0785190028)
  - Volume 3: Freedom (включает Silver Surfer (1982) #1, Silver Surfer (1987) #1-14, Super-Villain Classics #1; материал из Epic Illustrated #1, Marvel Fanfare (1982) #51, ноябрь 2015, Marvel Comics, ISBN 978-0-7851-9903-8)
  - Volume 4: Parable (включает Silver Surfer (1987) #15-23 и прочий материал, июнь 2022, Marvel Comics, ISBN 978-1-302-93232-9)
  - Volume 6: Thanos Quest (включает Silver Surfer (1987) #39-50, Annual #3; Thanos Quest #1-2; материал из Marvel Comics Presents (1988) #50, ISBN 978-1302911867)
  - Volume 7: The Infinity Gauntlet (включает Silver Surfer (1987) #51-66, Annual #4; и материал из Marvel Comics Presents #69, #93-97, май 2017, Marvel Comics, ISBN 978-1-3029-0711-2)
  - Volume 13: Inner Demons (включает Silver Surfer (1987) #123-138, −1, Annual '97, ISBN 978-1302918132)
- The Definitive Silver Surfer (включает Silver Surfer vol. 1 #1, Silver Surfer vol. 2 #1, Silver Surfer vol. 4 #1-2, Fantastic Four vol. 1 #48-50, Tales to Astonish #92-93 и Tomb of Dracula #50, 260 страниц, август 2007, Panini Comics, ISBN 1-905239-67-X)
- Silver Surfer: Rebirth of Thanos (включает Silver Surfer vol. 3 #34-38, минисерия The Thanos Quest и «The Final Flower!» from Logan’s Run #6, 224 страницы, Marvel Comics, мягкая обложка, апрель 2006, ISBN 0-7851-2046-7, твёрдая обложка, август 2010, ISBN 0-7851-4478-1)
- Silver Surfer: Parable (включает Silver Surfer vol. 4 #1-2, 72 страницы, твёрдая обложка, декабрь 1988, Marvel Comics, ISBN 0-87135-491-8, мягкая обложка, 1998, ISBN 0-7851-0656-1)
  - Silver Surfer: Parable (включает Silver Surfer vol. 4 #1-2 и Silver Surfer: The Enslavers graphic novel, 168 страниц, Marvel Comics, твёрдая обложка, май 2012, ISBN 978-0-7851-6209-4)
- Silver Surfer: Communion (включает Silver Surfer vol. 5 #1-6, 136 страниц, июнь 2004, Marvel Comics, ISBN 0-7851-1319-3)
- Silver Surfer: Requiem (включает Silver Surfer: Requiem #1-4, 104 страниц, твёрдая обложка, декабрь 2007, Marvel Comics, ISBN 978-0-7851-2848-9, мягкая обложка, июль 2008, ISBN 978-0-7851-1796-4)
- Silver Surfer: In Thy Name (включает Silver Surfer: In Thy Name #1-4, 96 страниц, мягкая обложка, июнь 2008, Marvel Comics, ISBN 978-0-7851-2749-9)
- Silver Surfer: Devolution (включает Silver Surfer vol. 6 #1-5, 200 страниц, сентябрь 2011, Marvel Comics, ISBN 978-0-7851-5665-9)
- Silver Surfer Vol 1: New Dawn (включает Silver Surfer vol. 7 #1-5, 128 страниц, ноябрь 2014, Marvel Comics, ISBN 978-0-7851-8878-0)
- Silver Surfer Vol 2: Worlds Apart (включает Silver Surfer vol. 7 #6-10, 120 страниц, июнь 2015, Marvel Comics, ISBN 978-0-7851-8879-7)
- Silver Surfer Vol 3: Last Days (включает Silver Surfer vol. 7 #11-15, 120 страниц, декабрь 2015, Marvel Comics, ISBN 978-0-7851-9737-9)
- Silver Surfer Vol 4: Citizen of Earth (включает Silver Surfer vol. 8 #1-6, 144 страницы, октябрь 2016, Marvel Comics)
- Silver Surfer Vol 5: A Power Greater Than Cosmic (включает Silver Surfer vol. 8 #7-14, 176 страниц, ноябрь 2017, Marvel Comics)
- Silver Surfer: Slott & Allred Omnibus (включает Silver Surfer vol 7. #1-15, vol. 8 #1-14 и All-New Marvel Now! Point One #1, 688 страниц, декабрь 2018, Marvel Comics, ISBN 978-1302913595)